# Pouzac
Pouzac – miejscowość i gmina we Francji, w regionie Oksytania, w departamencie Pireneje Wysokie.
Według danych na rok 1990 gminę zamieszkiwało 1000 osób, a gęstość zaludnienia wynosiła 132 osób/km² (wśród 3020 gmin regionu Midi-Pireneje Pouzac plasuje się na 338. miejscu pod względem liczby ludności, natomiast pod względem powierzchni na miejscu 1282.).